# بخش خنرال بلگرانو (چاکو)
بخش خنرال بلگرانو (به اسپانیایی: Departamento General Belgrano) یک منطقهٔ مسکونی در آرژانتین است که در استان چاکو واقع شده‌است. بخش خنرال بلگرانو ۱٬۲۱۸ کیلومتر مربع مساحت و ۱۰٬۴۷۰ نفر جمعیت دارد.